# Goveji obad
Goveji obad ali brencelj (znanstveno ime Tabanus bovinus) je eden največjih predstavnikov družine obadov, ki živi tudi v Sloveniji.

## Opis
Goveji obad zraste med 25 in 30 mm v dolžino. Samice se prehranjujejo s krvjo goveda, pa tudi s krvjo drugih vrst živali, tudi človeka. Kri zagotavlja pomembne beljakovine za razvoj jajčec, ki jih odlagajo na rastlinje, največkrat na vlažnih travnikih in v bližini voda. Ličinke, ki se izležejo iz njih, živijo v tleh, kjer lovijo ličinke drugih žuželk in tudi drobne žuželke. Samci se prehranjujejo z nektarjem, zadržujejo se bolj v gozdnatih območjih in so precej teritorialni.
Kot večina ostalih vrst te družine ima tudi goveji obad velike sestavljene oči z zanimivimi progastimi barvnimi vzorci. Telo in krila so pri govejem obadu sivkastorjave barve, velja pa za eno najhitreje letečih žuželk.